# Tomás Mirón
Tomás Mirón (* 26. Juli 2005) ist ein argentinischer Leichtathlet, der sich auf den Sprint spezialisiert hat.

## Sportliche Laufbahn
Erste Erfahrungen bei internationalen Meisterschaften sammelte Tomás Mirón im Jahr 2024, als er bei den U20-Südamerikameisterschaften in Lima in 1:52,60 min den fünften Platz im 800-Meter-Lauf belegte und mit der argentinischen 4-mal-400-Meter-Staffel in 3:14,94 min die Silbermedaille gewann. Zudem sicherte er sich auch in der Mixed-Staffel über diese Distanz in 3:37,72 min die Silbermedaille. Anschließend verpasste er bei den U20-Weltmeisterschaften ebendort mit 3:29,28 min den Finaleinzug in der Mixed-Staffel. Im Jahr darauf gewann er bei den Südamerikameisterschaften in Mar del Plata in 3:08,77 min gemeinsam mit Agustín Pinti, Bruno De Genaro und Elián Larregina die Silbermedaille mit der Männerstaffel hinter dem brasilianischen Team.
2025 wurde Mirón argentinischer Meister in der 4-mal-400-Meter-Staffel.

## Persönliche Bestzeiten
- 400 Meter: 48,30 s, 29. März 2025 in Concepción del Uruguay
- 800 Meter: 1:52,60 min, 14. Juli 2024 in Lima